# S/2022 J 2
S/2022 J 2是史考特·雪柏於2022年10月15日在智利的拉斯坎帕納斯天文台使用6.5米的麥哲倫望遠鏡發現的。此一發現由小行星中心於2023年2月22日宣佈，而在此之前已經用了够長的時間收集了足夠的觀測數據，以確認衛星的軌道。
S/2022 J 2是加爾尼群的成員之一，這是一個由木星逆行不規則衛星組成的緊密衛星集團，軌道半長軸在22—24 × 106 km（14—15 × 106 mi）之間，軌道偏心率在0.2到0.3之間， 傾角介於163°和166°之間。若它的反照率是0.04，則它的絕對星等H是17.6，直徑大約是1 km（0.62 mi），是軌道已經確定，已知最小的木星衛星之一。